# 濱野隼大
濱野 隼大（はまの じゅんた、2001年5月2日 - ）は、ジャパンラグビーリーグワンコベルコ神戸スティーラーズに所属するラグビー選手。

## プロフィール
- 兵庫県三田市出身[1]。
- ポジションはウィング(WTB)、センター(CTB)。
- 身長 185 cm、体重 91 kg
- 日本代表キャップは2。（2024年11月16日現在）
- ジュニア・ジャパンに選ばれたことがある[2]。

## 略歴
ロトルアボーイズハイスクール を経て、2020年、神戸製鋼コベルコスティーラーズ(現・コベルコ神戸製鋼スティーラーズ)に加入。
2023年2月5日に行われたJAPAN RUGBY LEAGUE ONE第7節相模原ダイナボアーズ戦にて先発出場でリーグワン公式戦初出場を果たして、デビュー戦でトライを挙げた。
2024年9月21日に行われたパシフィックネーションズカップ2024決勝戦フィジー戦にて途中出場で日本代表初キャップ獲得。
2024年11月16日のウルグアイ戦で初の先発出場を果たし、初トライを挙げた。
2025年7月、マナワツ・ターボスに派遣された。